# Abbaye de Reistingen
L'abbaye de Reistingen est un ancien Frauenstift de chanoinesses à Reistingen, village de Ziertheim, dans le Land de Bavière et le diocèse d'Augsbourg.

## Histoire
L'abbaye est fondée en 1250 par le comte Hartmann IV de Dillingen (de). Au XIVe siècle, elle porte le nom de Saint-Pierre puis Saints-Pierre-et-Guy. Jusqu'au milieu du XIIIe siècle, elle accueille des bénédictins puis devient un Frauenstift de chanoinesses. En 1450, le pape Nicolas V prononce la dissolution et transmet les biens à l'évêché d'Augsbourg. En 1465, l'évêque consacre une partie des revenus à l'achat de livres liturgiques pour la chapelle de la cour de Dillingen. L'église abbatiale devient paroissiale.